# Out Run
Out Run (アウトラン?, Autoran) è un videogioco arcade di corse automobilistiche del 1986 edito da SEGA e ideato da Yu Suzuki. L'animazione tridimensionale, realizzata con un'evoluzione del motore grafico utilizzato in Space Harrier, colpì all'epoca per il livello di dettaglio e la fluidità. È stato successivamente convertito per molte piattaforme di gioco come Commodore 64 (in due versioni: europea e americana), Sega Master System, Sega Mega Drive, Game Gear, Sega Saturn, Atari ST, Amiga, e incluso più recentemente in varie raccolte di classici.
L'idea di Yu Suzuki per Out Run è nata dal film La corsa più pazza d'America del 1981.

## Modalità di gioco

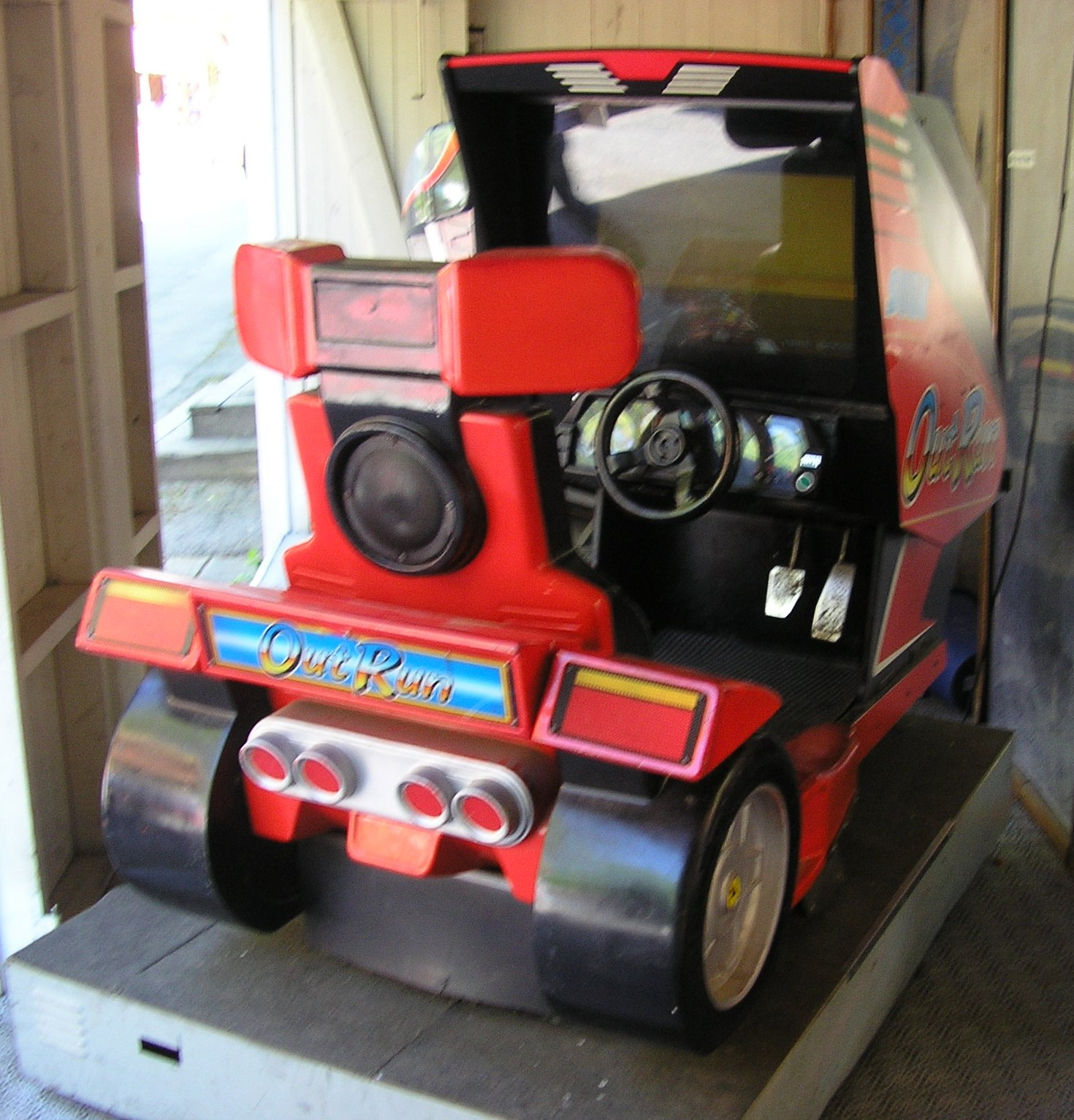
Versione del cabinato con sedile DELUXE

Il gioco è un simulatore di guida con visuale in prospettiva alle spalle della vettura. 
A bordo di una Ferrari Testarossa spider (modello in realtà prodotto soltanto in un unico esemplare per Gianni Agnelli) il protagonista, affiancato da una ragazza bionda, deve percorrere una serie di 5 livelli completandoli nei tempi previsti per arrivare al traguardo. Le corse si svolgono su strade pubbliche ampie da 3 a 6 corsie, attraverso luoghi panoramici con grandi curve e saliscendi. Bisogna evitare altre vetture più o meno sportive e camion, che viaggiano nella stessa direzione di marcia. Gli incidenti possono avere effetti più o meno spettacolari, da brevi sbandamenti a testacoda a cappottamenti con tanto di espulsione di conducente e passeggera, ma comunque causano solo una lieve perdita di tempo; si può dunque ripartire illesi. Il game over si ha solo in caso di mancato raggiungimento del checkpoint in tempo.
Alla fine di ogni livello il gioco presenta un bivio tra i due possibili scenari successivi. Gli scenari sono in tutto 15 e si estendono a piramide dal livello di partenza. Il primo livello è sempre lo stesso, per il secondo ci sono 2 possibilità, e così via fino al quinto e ultimo livello, per il quale gli scenari possibili sono 5; mentre i percorsi più esterni sono raggiungibili in un solo modo (andando sempre a sinistra o sempre a destra ogni volta che si presenta un bivio), quelli centrali si possono raggiungere con più combinazioni di scelte. I percorsi presentano una difficoltà crescente da sinistra a destra.
All'inizio è possibile anche selezionare il brano musicale che si desidera ascoltare durante il gioco, come se fosse la musica dell'autoradio. I brani sono Magical Sound Shower, Passing Breeze e Splash Wave, tutti composti da Hiroshi Kawaguchi, autore anche di Last Wave, il pezzo che il giocatore può ascoltare se riesce a entrare negli hi-scores.
Il cabinato di gioco in piedi upright integra un volante che sfrutta la tecnologia di force feedback, che si muove di lato o sussulta a ogni urto con altre vetture oppure quando si finisce fuori strada, mentre per la versione standard e deluxe il giocatore può sedersi e a ogni curva tutto il blocco cabinato si inclina a destra o a sinistra.

## Serie
Della stessa serie la SEGA ha prodotto gli arcade Turbo Out Run (1989), OutRunners (1992), Out Run 2 (2003) e il suo aggiornamento Out Run 2: Special Tours (2004).
Solo per il mercato domestico ha prodotto Out Run 3-D e Battle Out Run (Sega Master System 1989), Out Run 2019 (Sega Mega Drive 1993), Out Run 2006: Coast 2 Coast (PS2, PSP, Xbox, Windows, 2006) e OutRun Online Arcade (Xbox 360, PS3 2014).
La U.S. Gold, editrice di molte versioni domestiche del primo Out Run, ha inoltre prodotto Out Run Europa, ma solo per il mercato home (Sega Master System, Game Gear e vari computer, 1991).